# Enallagma recurvatum
Pale Barrens Bluet (Enallagma recurvatum) là một loài chuồn chuồn kim thuộc họ Coenagrionidae. Đây là loài đặc hữu của Hoa Kỳ. Môi trường sống tự nhiên của chúng là hồ nước ngọt. Chúng hiện đang bị đe dọa vì mất nơi sống.